# مارك فيشر (مغني)
مارك فيشر (بالإنجليزية: Mark Fisher)‏ هو مغني وكاتب أغاني أمريكي، ولد في 1895 في فيلادلفيا في الولايات المتحدة، وتوفي في 1948.

## وصلات خارجية
- مارك فيشر على موقع IMDb (الإنجليزية)
- مارك فيشر على موقع ميوزك برينز (الإنجليزية)
- مارك فيشر على موقع ديسكوغز (الإنجليزية)